# Leandro Miguel Pereira da Silva
Leandro Miguel Pereira da Silva, noto semplicemente come Leandro Silva (Castelo de Paiva, 4 maggio 1994), è un calciatore portoghese, centrocampista dell'Al-Jandal.

## Caratteristiche tecniche
È un centrocampista centrale.

## Carriera

### Club
Cresciuto nelle giovanili del Porto, ha esordito con la squadra riserve il 21 agosto 2013 in un match vinto 1-0 contro il Portimonense.

## Statistiche

### Presenze e reti nei club
Statistiche aggiornate al 14 novembre 2018.
| Stagione            | Squadra             | Campionato          | Campionato | Campionato | Coppe nazionali | Coppe nazionali | Coppe nazionali | Coppe continentali | Coppe continentali | Coppe continentali | Altre coppe | Altre coppe | Altre coppe | Totale | Totale |
| Stagione            | Squadra             | Comp                | Pres       | Reti       | Comp            | Pres            | Reti            | Comp               | Pres               | Reti               | Comp        | Pres        | Reti        | Pres   | Reti   |
| ------------------- | ------------------- | ------------------- | ---------- | ---------- | --------------- | --------------- | --------------- | ------------------ | ------------------ | ------------------ | ----------- | ----------- | ----------- | ------ | ------ |
| 2013-2014           | Porto B             | SL                  | 32         | 2          |                 | -               | -               |                    | -                  | -                  |             | -           | -           | 32     | 2      |
| 2014-2015           | Porto B             | SL                  | 39         | 0          |                 | -               | -               |                    | -                  | -                  |             | -           | -           | 39     | 0      |
| Totale Porto B      | Totale Porto B      | Totale Porto B      | 71         | 2          |                 | -               | -               |                    | -                  | -                  |             | -           | -           | 71     | 2      |
| 2015-2016           | Académica           | PL                  | 27         | 1          | TP+TL           | 2+0             | 0               |                    | -                  | -                  |             | -           | -           | 29     | 1      |
| 2016-gen. 2017      | Paços Ferreira      | PL                  | 7          | 0          | TP+TL           | 1+1             | 0               |                    | -                  | -                  |             | -           | -           | 9      | 0      |
| gen.-giu. 2017      | Académica           | SL                  | 19         | 2          | TP+TL           | 0               | 0               |                    | -                  | -                  |             | -           | -           | 19     | 2      |
| Totale Academica    | Totale Academica    | Totale Academica    | 46         | 3          |                 | 2               | 0               |                    | -                  | -                  |             | -           | -           | 48     | 3      |
| 2017-2018           | AEL Limassol        | A'                  | 25+7       | 2+2        | CC              | 0               | 0               | -                  | -                  | -                  | -           | -           | -           | 32     | 4      |
| 2018-2019           | AEL Limassol        | A'                  | 4          | 0          | CC              | 0               | 0               | -                  | -                  | -                  | -           | -           | -           | 4      | 0      |
| Totale AEL Limassol | Totale AEL Limassol | Totale AEL Limassol | 36         | 4          |                 | 0               | 0               |                    | -                  | -                  |             | -           | -           | 36     | 4      |
| Totale carriera     | Totale carriera     | Totale carriera     | 160        | 9          |                 | 4               | 0               |                    | -                  | -                  |             | -           | -           | 164    | 9      |

## Palmarès

### Club

#### Competizioni nazionali
- Coppa di Cipro: 1

AEL Limassol: 2018-2019